# Gondwanascorpio
Gondwanascorpio ist eine ausgestorbene Gattung der Skorpione mit Gondwanascorpio emzantsiensis als einziger bekannter Art. Sie ist bislang nur durch einzelne Fragmente aus Südafrika dokumentiert, ihr Alter wird auf etwa 372,2 bis 358,9 Millionen Jahre datiert. Es handelt sich damit um die älteste bekannte Art der Skorpione auf dem Kontinent Gondwana und zugleich um das älteste bekannte terrestrische Tier auf dem Kontinent.

## Merkmale

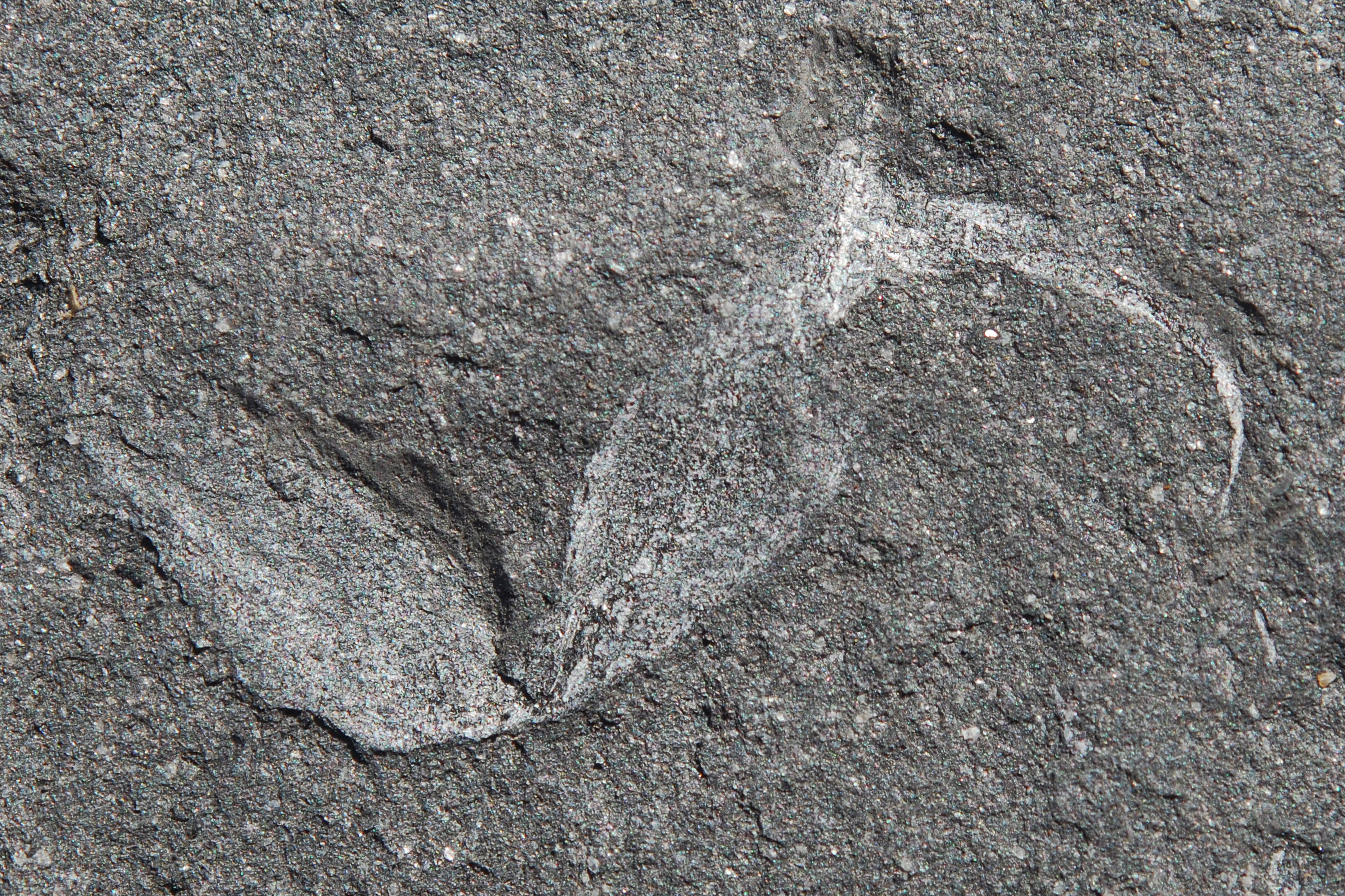
Telson mit Stachel und anhängendem metasomalem Segment V

Die Beschreibung von Gondwanascorpio emzantsiensis als eigenständige Art erfolgte auf der Basis weniger Fossilfragmente. Dabei handelte es sich um eine fast vollständige Chela mit anhängender Patella des Pedipalpus sowie ein leicht beschädigtes Telson mit anhängendem metasomalem Segment V, die denen der ausgestorbenen Mesoscorpionina entsprechen. Die vorhandenen Abdrücke weisen einige Merkmale auf, durch die sich Gondwanascorpio von anderen bekannten Skorpionen deutlich unterscheidet und die die Beschreibung als neue Art innerhalb einer ebenfalls neuen Gattung rechtfertigen. Größenabschätzungen wurden aufgrund des wenigen vorhandenen Materials nicht publiziert.
Die „Basis“ (Manus) der Schere entspricht in ihrer Länge der Patella, die Schere selbst mit dem festen und dem beweglichen Glied (Rami, Singular: Ramus) ist verlängert und etwa doppelt so lang wie der Manus. Entsprechend der Erstbeschreibung hatte die gesamte Chela eine Länge von etwa 22 Millimetern. Diese Merkmale entsprechen denen der Mesoscorpionina, allerdings wurde eine Zuordnung aufgrund der wenigen bekannten Merkmale zu dieser Gruppe nicht durchgeführt. Die Greifflächen der Schere sind gezähnt, wobei die Zähnung an den beiden Rami alternierend ist und aus je sechs Zähnen besteht. In der Form entspricht die Schere weitgehend der von Pulmonoscorpius, unterscheidet sich von dieser jedoch durch die Zahnung; Vergleiche mit Fossilfunden der ebenfalls aus dem Devon bekannten Gattungen Hubeiscorpio und Petaloscorpio sind aufgrund der fehlenden oder nur unvollständig fossilierten Pedipalpen nicht möglich. Das Telson des Gondwanascorpio hatte eine Länge von etwa 12 Millimetern inklusive Stachel. Es entspricht dem des Pulmonoscorpius, wodurch eine nähere Verwandtschaft eventuell möglich sein kann.

## Fundort und zeitliche Einordnung
Die zur Erstbeschreibung der Art und Gattung genutzten Fragmente wurden auf dem Gelände der Waterloo-Farm-Lokalität nahe der südafrikanischen Stadt Grahamstown in der Gemeinde Makana, Provinz Ostkap gefunden. Die hier aufgeschlossenen Fundschichten gehören der  Witpoort-Formation an, die in das ausgehende Famennium im späten Oberdevon datiert (vor etwa 372,2 bis 358,9 Millionen Jahren); die Fundstelle dürfte somit ein Alter von etwa 360 Millionen Jahren aufweisen. Die Ablagerungen bestehen aus schwarzem, kohlenartigen Schiefer, der sich durch den anaeroben Abbau einer Schlammschicht im Schwemmbereich eines marinen Ästuars gebildet hat. Zu den Fossilfunden dieser Lagerstätte gehören neben Algen und terrestrischen Pflanzen verschiedene Fische, Muscheln, Muschelkrebse, Muschelschaler sowie ein Seeskorpion (Eurypterida; eine fossile Tiergruppe, die mit den Skorpionen nicht näher verwandt ist).
Neben Gondwanascorpio emzantsiensis gibt es nur sehr wenige Fossilfunde von Skorpionen aus dem späten Devon. Es handelt sich hierbei um den ältesten bekannten Nachweis eines Skorpions auf dem Kontinent Gondwana und zugleich um das älteste bekannte terrestrische Tier des Kontinents. Als einziges anderes potenzielles Landtier auf Gondwana aus dem späten Devon wurde 1998 Maldybulakia aus Australien beschrieben, der vielleicht ein terrestrischer Myriapode war; allerdings geht man heute mit höherer Wahrscheinlichkeit von einem aquatisch lebenden Vertreter der Schwertschwänze (Xiphosura) aus. Die nächstjüngeren Fossilien in Südafrika stammen von Insekten, die auf das frühe Perm etwa 90 Millionen Jahre später datiert werden.

## Taxonomie

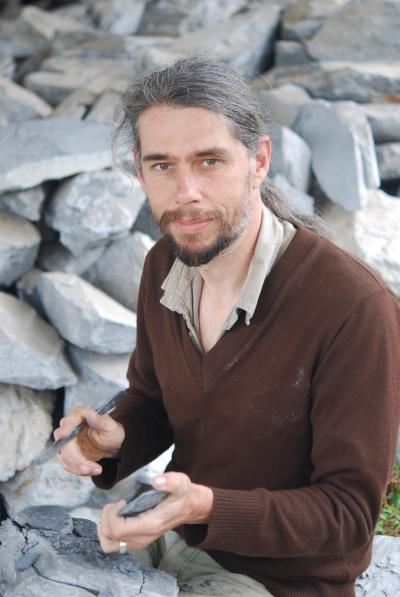
Robert Gess

Gondwanascorpio emzantsiensis wurde 2013 durch den Postdoc Robert W. Gess in der Fachzeitschrift African Invertebrates erstbeschrieben. Eine taxonomische Zuordnung innerhalb der Skorpione erfolgte nicht, da diese aufgrund der vorhandenen Merkmale nicht möglich war; Gess ordnete die Art entsprechend innerhalb der Skorpione als incertae sedis ein.

### Namensgebung
Der wissenschaftliche Name der Gattung Gondwanascorpio basiert auf einer Zusammensetzung des Namens Gondwana für den erdgeschichtlichen Kontinent, auf dem der Skorpion gelebt hat, sowie dem lateinischen Namen der Skorpione (scorpio). Der Artname G. emzantsiensis leitet sich von dem Wort umZantsi ab, das der südafrikanischen Sprache isiXhosa entnommen ist und mit „Süden“ übersetzt wird. Es wird gelegentlich als Bezeichnung für den Staat Südafrika genutzt.

## Belege
1. 1 2 3 4 5  Robert W. Gess: The Earliest Record of Terrestrial Animals in Gondwana: A Scorpion from the Famennian (Late Devonian) Witpoort Formation of South Africa. African Invertebrates 54(2), 2013; S. 373–379. doi:10.5733/afin.054.0206
2. ↑  Oldest land-living animal from Gondwana found. Auf: eurekalert.org vom 2. September 2013.